# (29296) 1993 PY5
1993 بي واي 5 (ويعرف أيضًا باسم (29296) 1993 بي واي 5 وفق تسمية الكوكب الصغير) (بالإنجليزية: 1993 PY5)‏ هو كويكب ضمن حزام الكويكبات؛ وترتيبه 29296 من حيث الاكتشاف.
اكتُشف هذا الجُرم الفلكي بواسطة إيريك والتر إلست في 15 أغسطس 1993.

## وصلات خارجية
- (29296) 1993 PY5 في قاعدة بيانات مختبر الدفع النفاث لأجرام النظام الشمسي الصغيرة

- الاكتشاف · مخطط المدار ·  العناصر المدارية · المعلمات المادية

- (29296) 1993 PY5 على موقع ويكي سكاي: DSS2, SDSS, GALEX, IRAS, Hydrogen α, X-Ray, Astrophoto, Sky Map, Articles and images